# جک بروس
جک بروس (انگلیسی: Jack Bruce، زادهٔ ۱۴ مهٔ ۱۹۴۳ در بیشاپ بریگز - مرگ ۲۵ اکتبر ۲۰۱۴ در سافک) نوازنده، موسیقی‌دان، آوازخوان و ترانه‌سرای اهل اسکاتلند بود. او بیشتر به‌عنوان یک نوازندهٔ گیتار باس، سازدهنی و پیانیست شناخته می‌شود و در دههٔ ۱۹۶۰ میلادی به‌عنوان خواننده و باسیست گروه بلوز کریم شهرت داشته‌است.
از معروف‌ترین ترانه‌های بروس می‌توان از «تابش آفتاب عشق تو»، «آمیزش غریب»، «سیاستمدار» و «اتاق سفید» نام برد. بهترین کارهای بروس مربوط به دههٔ ۶۰ میلادی و هم‌کاری او با اریک کلپتن و جینجر بیکر در گروه کریم هستند، گروهی که چهرهٔ موسیقی راک اند رول را تغییر داد و موسیقی بلوز را نزد شنوندگان عام محبوب کرد.
بروس بر اثر بیماری کبدی در روز ۲۵ اکتبر ۲۰۱۴، در شهر سافک انگلستان در سن هفتاد و یک سالگی درگذشت. او در سال ۲۰۰۳ تحت عمل جراحی پیوند کبد قرار گرفته بود.